# پشمالو
پشمالو فیلمی به کارگردانی  و نویسندگی مهدی فخیم زاده محصول سال ۱۳۵۵ است.

## بازیگران
- مرتضی عقیلی
- بهمن مفید
- شهناز تهرانی
- مهدی فخیم‌زاده
- نعمت‌الله گرجی
- پروین سلیمانی
- اصغر سمسارزاده
- جمالی‌پور
- محسن سیف
- حسین گیل
- سید جلال طباطبایی